# Winditane
Winditane (auch: Ouinditane, Ouinditene, Widiten, Winditan, Winditen, Winnditene) ist ein Dorf in der Landgemeinde Tagazar in Niger.

## Geographie
Das von einem traditionellen Ortsvorsteher (chef traditionnel) geleitete Dorf befindet sich etwa fünf Kilometer südwestlich von Balleyara, dem Hauptort der Landgemeinde Tagazar, die zum Departement Balleyara in der Region Tillabéri gehört. Winditane ist wie die gesamte Gemeinde Tagazar Teil der Übergangszone zwischen Sahel und Sudan. Die Siedlung liegt am Trockental Dallol Bosso. Sie ist Teil einer etwa 70.000 Hektar großen Important Bird Area, die unter der Bezeichnung Dallol Boboye den mittleren Abschnitt des Dallol Bosso vom Stadtzentrum von Filingué bis circa 15 Kilometer südlich von Balleyara umfasst.

## Geschichte
Im ersten Drittel des 18. Jahrhunderts flüchtete ein Tuareg-Anführer namens Imerayen, der bei einer Schlägerei seinen Cousin getötet hatte, aus dem Norden und ließ sich mit seiner Familie und einigen Bella in Winditane nieder. Die umliegende Gegend war von Zarma besiedelt. Das Dorf wurde Ende des 19. Jahrhunderts vom Zarma-Heerführer Issa Korombé aus Karma im Verbund mit einer Truppe aus Mokko geplündert.

## Bevölkerung
Bei der Volkszählung 2012 hatte Winditane 558 Einwohner, die in 97 Haushalten lebten. Bei der Volkszählung 2001 betrug die Einwohnerzahl 798 in 93 Haushalten und bei der Volkszählung 1988 belief sich die Einwohnerzahl auf 1941 in 254 Haushalten.

## Wirtschaft und Infrastruktur
Es werden Rinder für die Milchproduktion gehalten. Im Dorf befindet sich ein Ausbildungszentrum für Agrarökologie. Durch Winditane verläuft die 868 Kilometer lange Nationalstraße 25 zwischen den Städten Niamey und Agadez. Die Straße ist in diesem Abschnitt asphaltiert. Im Ort zweigt die 268,9 Kilometer lange Nationalstraße 35 nach Gaya ab.

## Persönlichkeiten
Winditane ist der Geburtsort des Politikers Ikhia Zodi (1919–1996) und des Bildhauers Issoufou Lankondé (1954–2014).